# Hollandse Duinen
Hollandse Duinen is de aanduiding van een gebied dat in 2016 door veertig organisaties is gepresenteerd als een toekomstig nieuw Nederlands nationaal park. Het beoogde nationale park zal volgens de plannen het duin- en strandwallenlandschap van de provincie Zuid-Holland tussen de Nieuwe Waterweg en Noordwijk bestrijken.

## Plannen
Het plan voor een Nationaal Park Hollandse Duinen is ontwikkeld door duinwaterbedrijf Dunea, de gemeentes Den Haag, Voorschoten, Wassenaar en Westland, IVN, Natuur en Milieufederatie Zuid-Holland, Staatsbosbeheer, Stichting Duinbehoud, Stichting Duivenvoorde en Zuid-Hollands Landschap in samenwerking met 29 andere gebiedspartners.
De plannen werden 15 september 2016 gepresenteerd toen de samenwerkende organisaties hun ‘bidbook’ indienden voor de verkiezing van het 'Mooiste natuurgebied van Nederland', die was georganiseerd door het Ministerie van Economische Zaken. De organisaties formuleerden als doel voor dit nieuwe park het beter waarborgen van de natuur- en landschapskwaliteit en de versterking van de recreatieve functie van het gebied.
Hollandse Duinen eindigde bij deze verkiezing op de derde plaats na de Waddenzee en de Veluwe en won € 300.000 voor het ontwikkelen van het park. De bedoeling van de initiatiefnemers is dat het park in 2019 daadwerkelijk van start gaat.

## Beschrijving beoogde nationaal park
Het geplande nationaal park is ongeveer 450 km2 groot, 47 km lang en op het breedste stuk 8,5 km breed. Het is gepland langs de Noordzeekust van Hoek van Holland tot Noordwijk. Het omvat uiteenlopende landschappen: strand, duinen, strandwallen, parken, landgoederen, bossen, landbouwgebieden en recreatieterreinen.
Circa 6.000 hectare van het beoogde nationaal park is natuurgebied in het kader van het EU Natura 2000-programma als onderdeel van 14.500 ha Natuurnetwerk Nederland; het gaat hierbij om de gebieden Solleveld & Kapittelduinen, Westduinpark & Wapendal en Meijendel, Berkheide en Coepelduynen. De laatste twee gebieden vallen onder het SBB-natuurgebied Hollands Duin, samen met het Ganzenhoekbos, Lentevreugd en Boswachterij Noordwijk. Meer op recreatie gerichte, parkachtige gebieden zijn Kasteel Duivenvoorde, het Landgoed Voorlinden, de Keukenhof en het Haagse Bos, terwijl de bollenvelden ook een recreatieve functie hebben.

## Aanvraag status
De aanvraag voor de status van Nationaal Park is gedaan op 9 december 2020 bij het ministerie van Landbouw, Natuur en Voedselkwaliteit (LNV). In september 2024 is door de gezamenlijke organisaties een gewijzigde aanvraag ingediend. 

Onderdelen van het beoogde nationaal park Hollandse Duinen
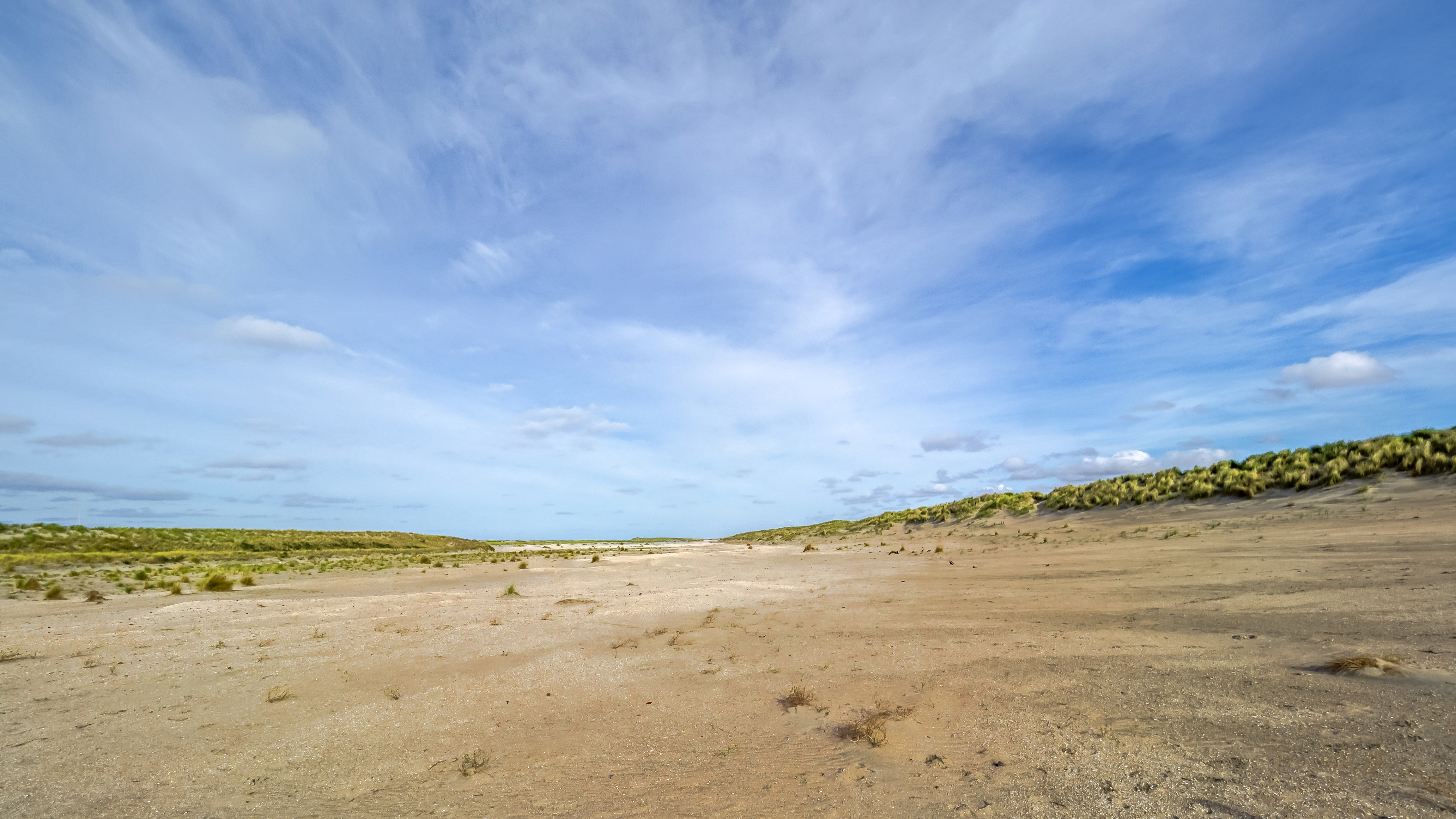
Zuid-Hollands duinlandschap
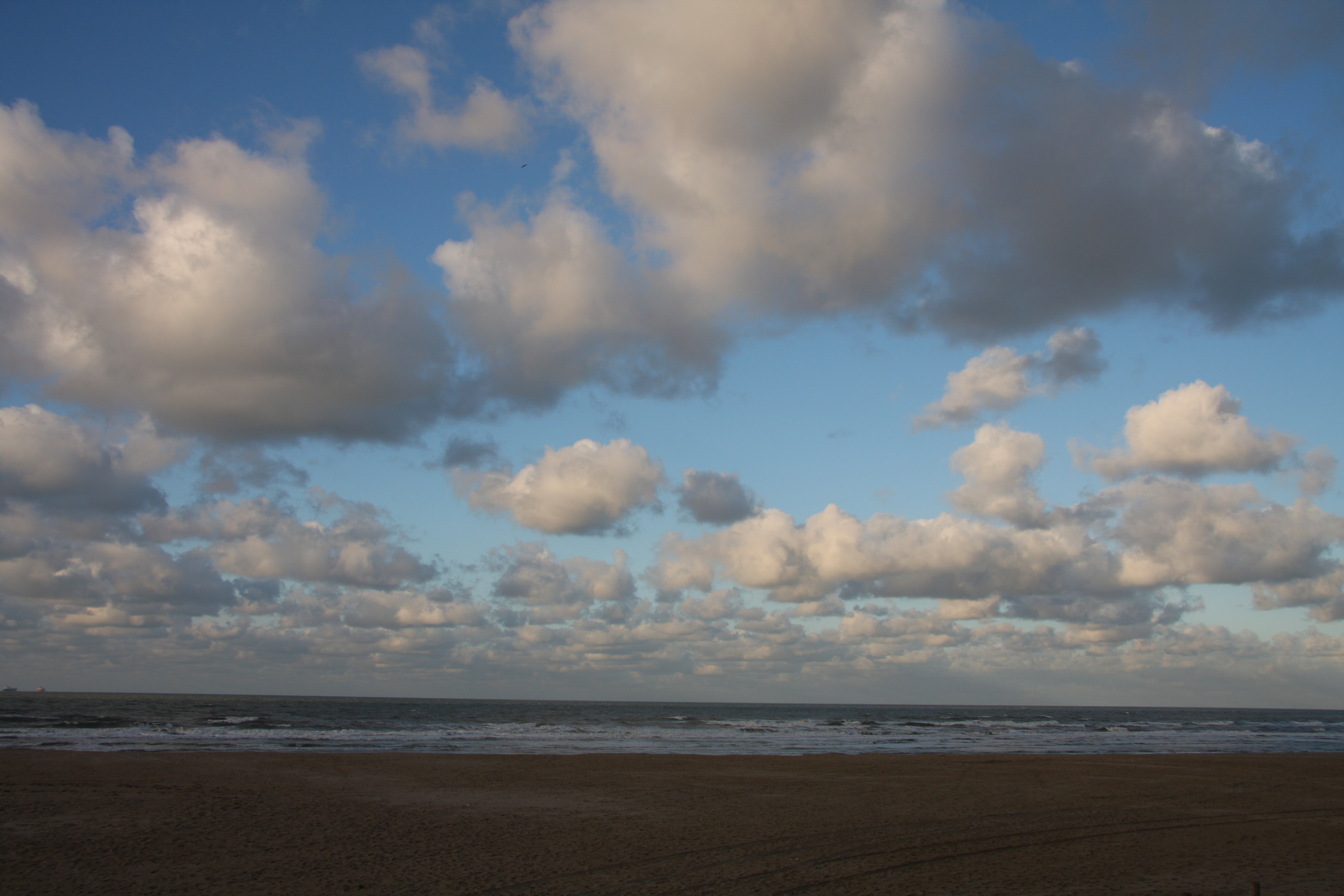
Strand Scheveningen
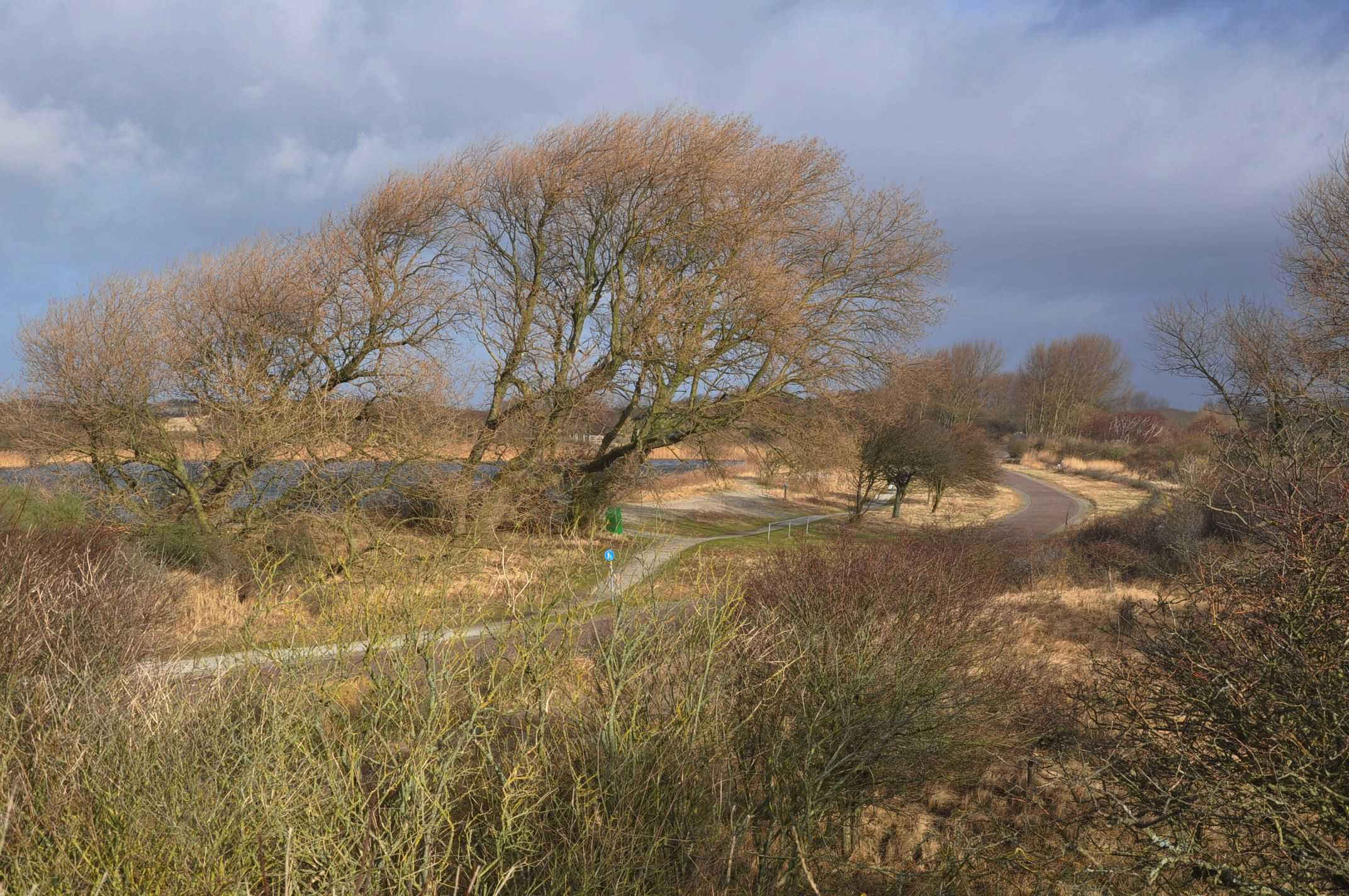
Meijendel
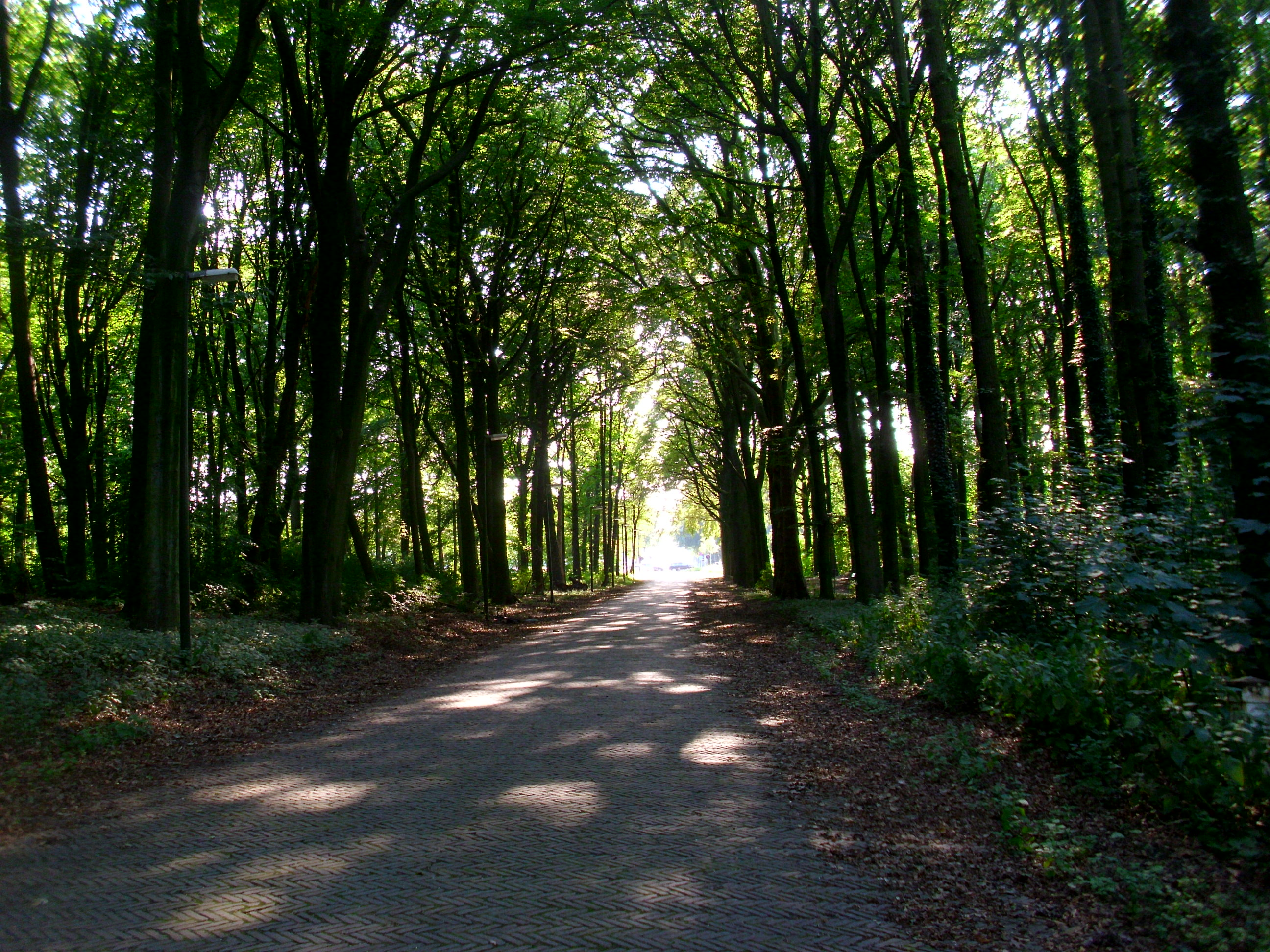
Haagse Bos
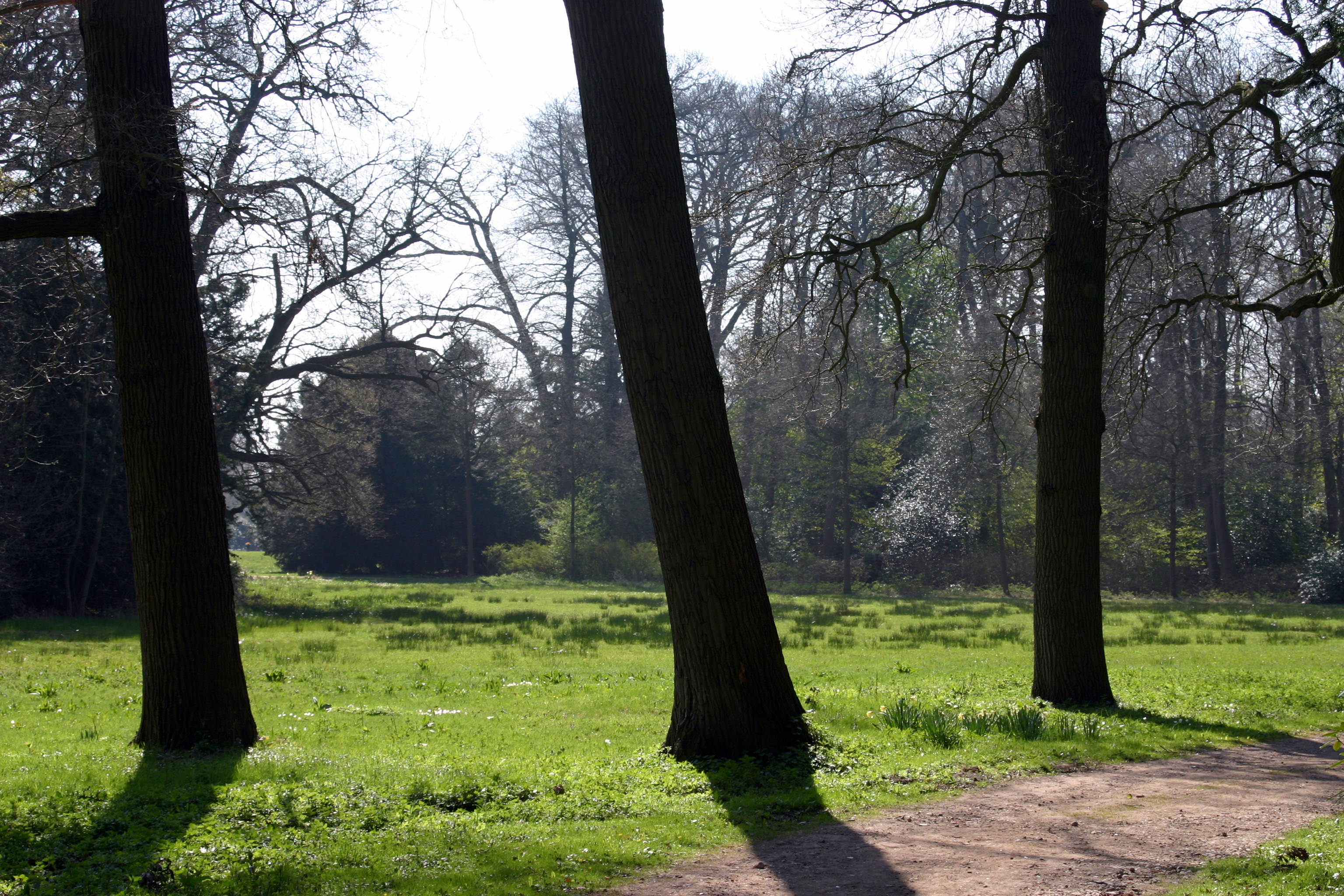
Landgoed Duivenvoorde
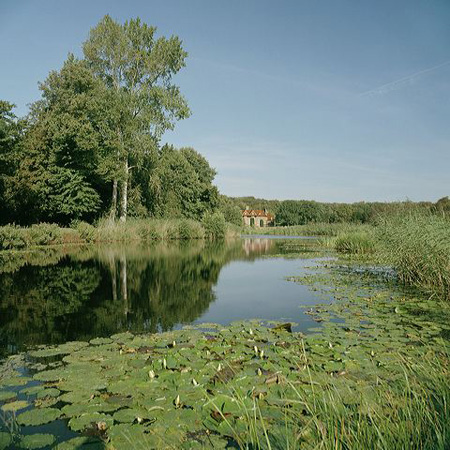
Landgoed Voorlinden
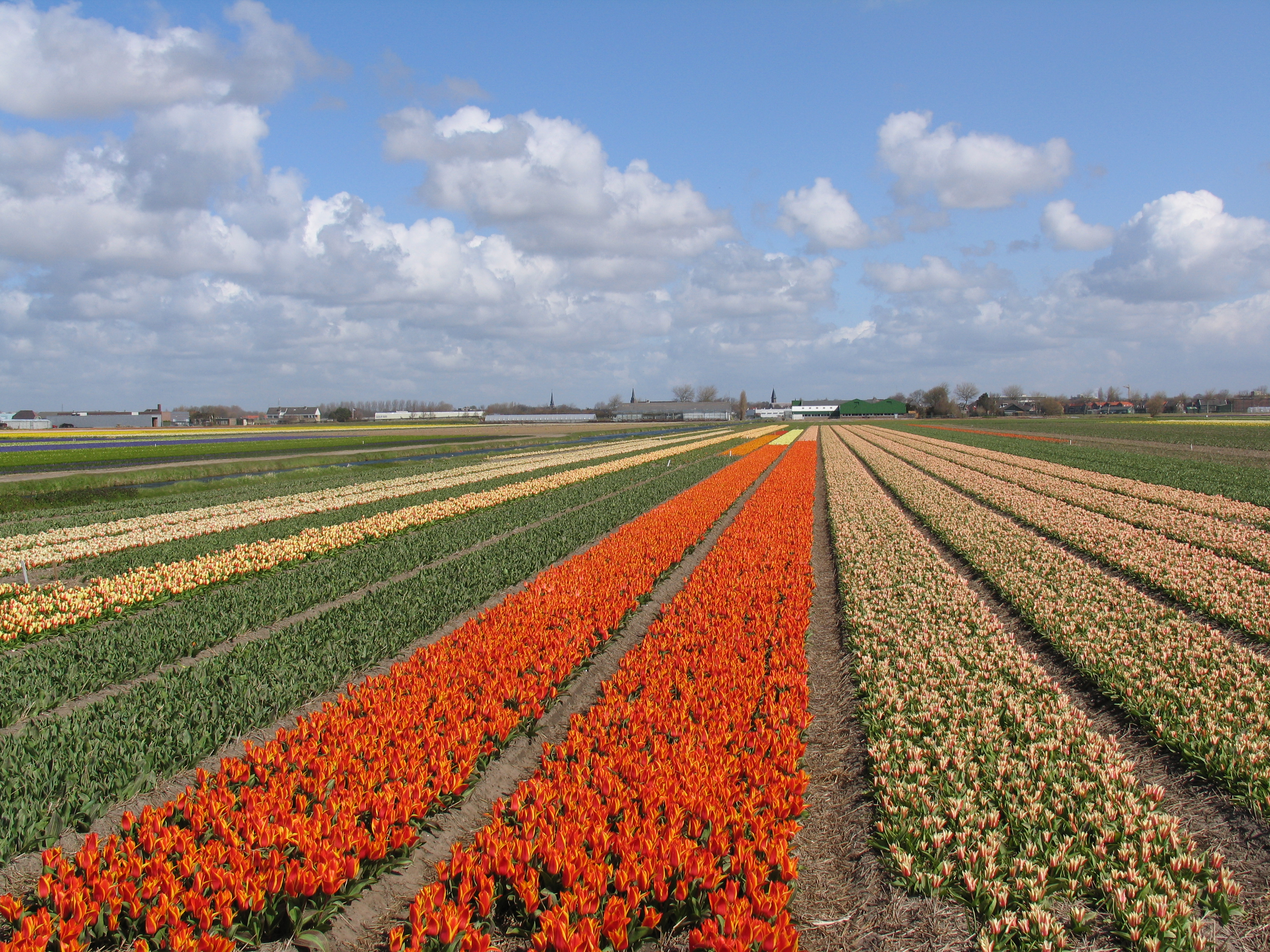
Bollenvelden